# Celama kreuteli
Celama kreuteli är en fjärilsart som beskrevs av Vartian 1963. Celama kreuteli ingår i släktet Celama och familjen trågspinnare. Inga underarter finns listade i Catalogue of Life.